# First Hull Trains
First Hull Trains – brytyjski przewoźnik kolejowy obsługujący trasę z Londynu do Hull. Firma korzysta z infrastruktury kolejowej na zasadzie "otwartego dostępu" (open access). W przeciwieństwie do większości działających na rynku pasażerskim podmiotów, nie posiada koncesji dającej jej wyłączność na określonej grupie tras, lecz po prostu wystąpiła do regulatora o zgodę na obsługę konkretnej trasy (bez wyłączności). W 2002 otrzymała odpowiednie pozwolenie, które pierwotnie było ważne przez 10 lat, a następnie było dwukrotnie przedłużane.
Firma powstała jako spółka nieistniejącego już przewoźnika GB Railways i wyspecjalizowanej w inwestycjach na rynku kolejowym firmy Renaissance Trains. Obecnie większościowym udziałowcem jest FirstGroup, posiadająca 80% udziałów. Renaissance zachowuje dwudziestoprocentowy udział. 

## Tabor
First Hull Trains korzysta z następujących jednostek:
- British Rail Class 180 (4 zestawy, w tym 2 w eksploatacji)[4]
- British Rail Class 222 (4 zestawy, w tym 3 w eksploatacji)[5]